# Kapliczna Góra

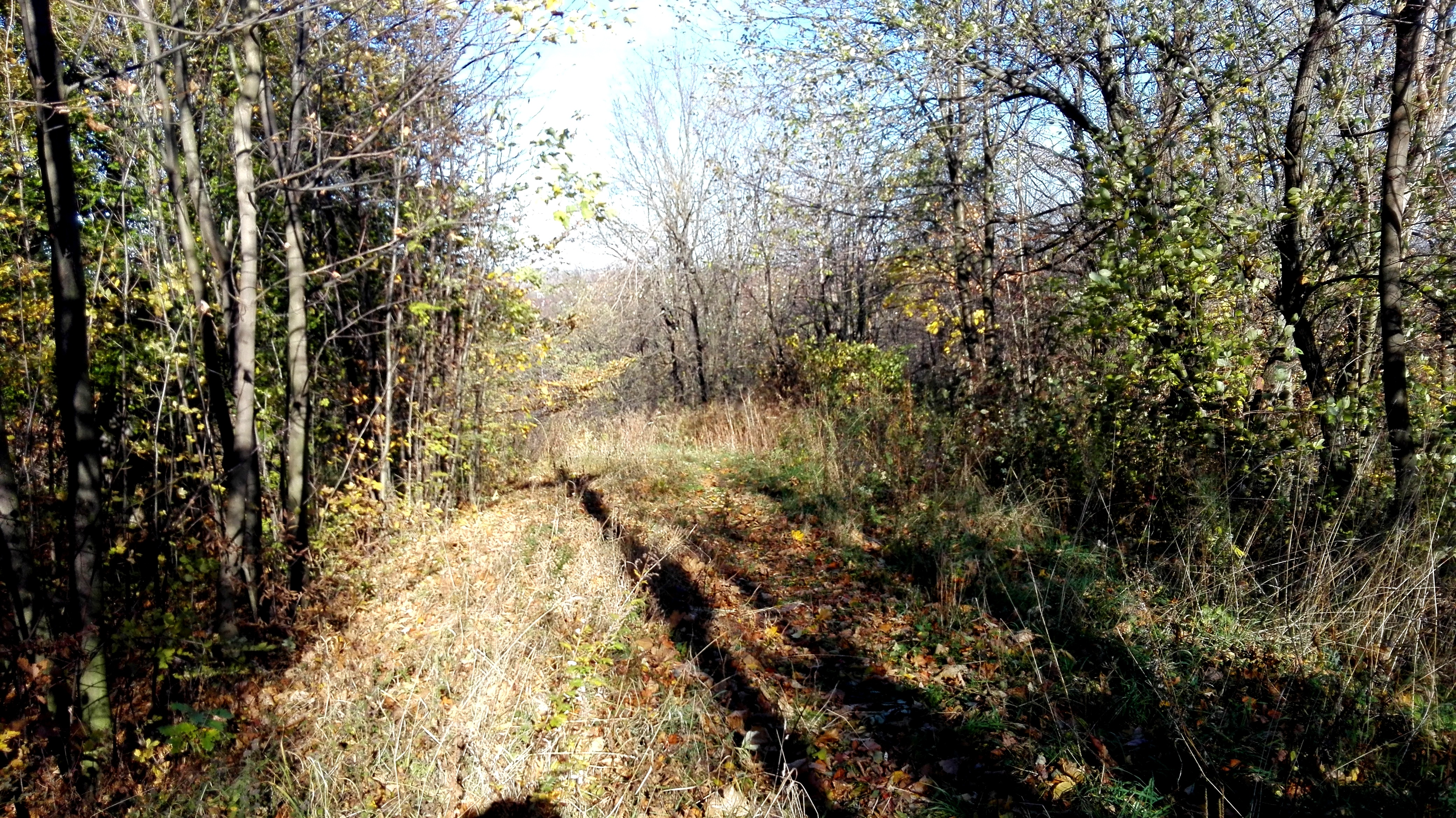
Der Gipfel des Kapellenbergs

Die Kapliczna Góra (deutsch Kapellenberg) ist ein Hügel oberhalb von Prudnik (Neustadt) im  Powiat Prudnicki in Oberschlesien.
Koordinaten: 50° 18′ N, 17° 33′ O

## Geschichte

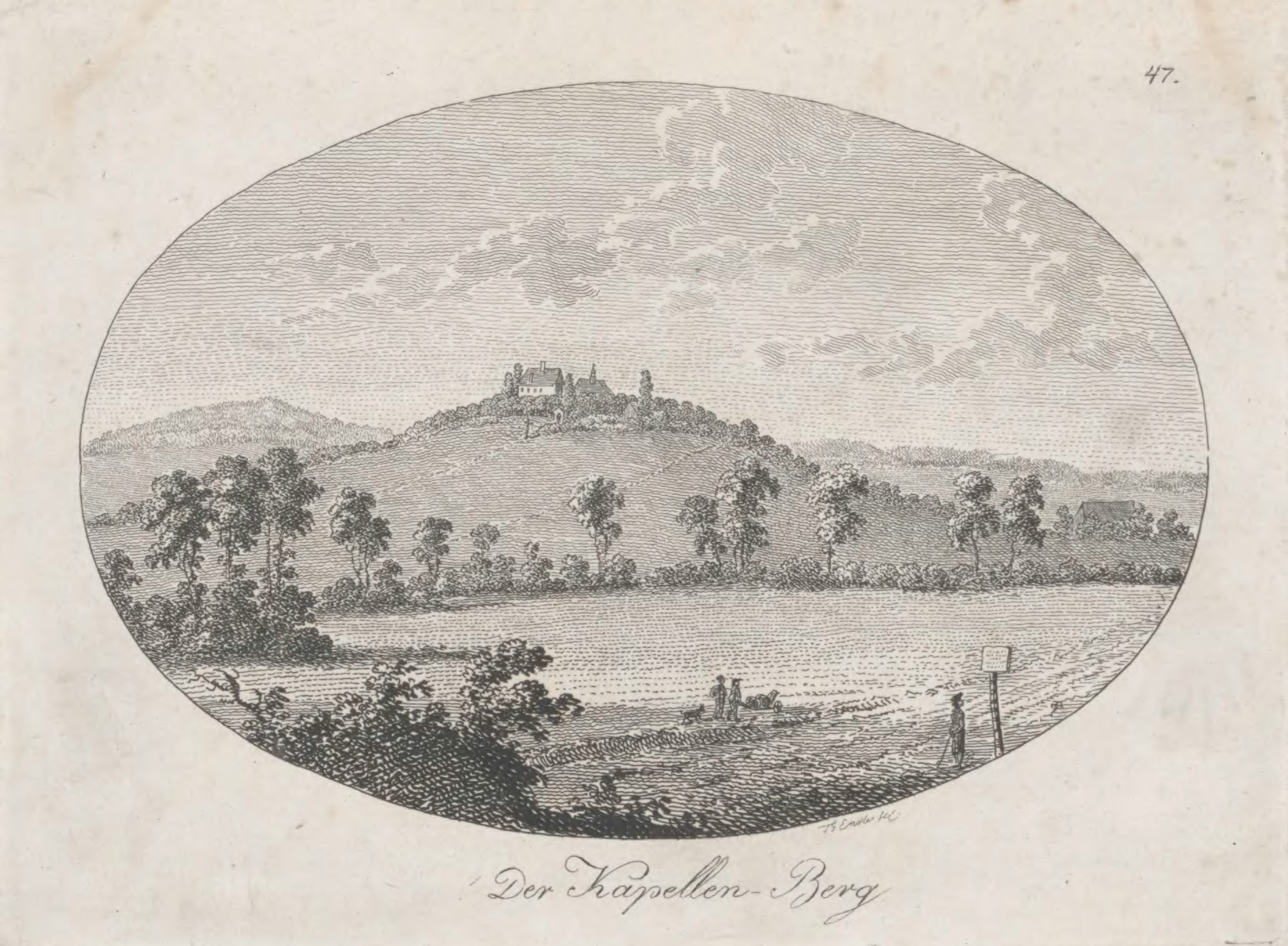
Zeichnung des Kapellenbergs, 1801 Friedrich Gottlob Endler

Der Name des Hügels bezieht sich nicht auf eine Kapelle, sondern rührt vom Namen eines seiner ersten Eigentümer – Kappel her. Nachdem Prudnik mit dem größten Teil Schlesiens als Folge des Zweiten Weltkriegs 1945 an Polen gefallen war, wurde der Name wörtlich übersetzt. 
Um 1728 bestand hier eine Einsiedelei, später eine Kapelle und 1751 ein Kapuzinerkloster. Der Kappellenberg wurde zum Wallfahrtsort, an seinen Hängen entstand ein Kreuzweg. 1860 wurde hier ein neues Kloster fertiggestellt, das die Franziskaner übernahmen. Die Bauten wurden 1945 durch Artilleriebeschuss komplett vernichtet.

## Sehenswürdigkeiten
Am Gipfel befinden sich ein Kreuz und Gebäudereste. Am Hang des Hügels befinden sich Reste des Neustädter Wasserturms, der 1859 gebaut wurde.